# La lunga ombra del lupo
La lunga ombra del lupo è un film di guerra del 1971 scritto, diretto ed interpretato da Gianni Manera.